# Valmuedal
Das Valmuedal („Mohntal“) ist ein grönländisches Tal im Nordost-Grönland-Nationalpark.

## Geografie
Das Valmuedal liegt zwischen Adam Biering Land im Westen und Heilprin Land im Osten. Mehrere aus Adam Biering Land und über das Lobedalen von der Chr. Erichsen Iskappe in Heilprin Land kommende Flüsse fließen im Tal zusammen und münden dann in den Nyeboe Randsø, einen Gletschersee des Marie Sophie Gletsjers.

## Flora und Fauna
Im Valmuedal wächst vor allem Arktischer Mohn. Die restliche Vegetation besteht hauptsächlich aus Gräsern und der Arktischen Weide. Das breite, wasserreiche Tal bietet auch Säugetieren wie Moschusochsen, Schneehasen und Lemmingen sowie Vögeln wie Schneehühnern, Steinwälzern, Sanderlingen, Flussregenpfeifern und Falkenraubmöwen, aber auch einigen Insekten, einen geeigneten Lebensraum.

## Geschichte
Das Valmuedal wurde 1912 von der Ersten Thule-Expedition entdeckt und nach den zahlreichen hier wachsenden, gelben Mohnblumen (dänisch Valmue) benannt.